# Bạch Mi quyền
Bạch Mi quyền, tên đầy đủ là Thiếu Lâm Bạch Mi quyền  là tên của một võ phái miền nam Trung Hoa có nguồn gốc từ Nam Thiếu Lâm Phúc Kiến do Bạch Mi đạo nhân, tương truyền là một đệ tử của Nam Thiếu Lâm tách ra sáng lập riêng sau khi ông ta rời bỏ Phật gia đi theo Đạo gia vào đầu thời Càn Long. Trong lịch sử võ thuật Trung Hoa có nhiều người lầm lẫn võ phái Nga Mi và Bạch Mi là một. Thật ra đây là hai võ phái khác nhau và có những hệ thống kỹ pháp khác nhau thậm chí không có liên quan gì về mặt lịch sử ngoại trừ chuyện hai vị sư tổ sáng lập đều là đệ tử của Thiếu Lâm.

## Truyền thuyết về Bạch Mi Đạo Nhân

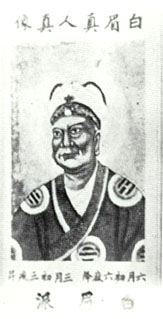
Bạch Mi đạo nhân sư tổ

Bạch Mi đạo nhân, người đã sáng tạo ra quyền thuật Bạch Mi phái, một dòng võ nổi tiếng trong hệ Nam quyền của Nam Thiếu Lâm.
Trong giới võ thuật ở miền Nam Trung Hoa thường truyền tụng rằng Bạch Mi Đạo Nhân được xem như là một kẻ ‘’Phản đồ" của Nam Thiếu Lâm và là người chủ mưu hoặc ít nhất là có tham gia hai lần vào vụ hỏa thiêu chùa Nam Thiếu Lâm Toàn Châu Phúc Kiến lần thứ nhất vào năm 1723 (tức năm Ung Chính thứ 2) do vua Ung Chính và vụ hỏa thiêu chùa Nam Thiếu Lâm Toàn Châu Phúc Kiến lần thứ hai vào năm 1763 (tức năm Càn Long thứ 28) do vua Càn Long. Câu chuyện này không có một nguồn tài liệu cơ sở lịch sử nào và các học giả nghiên cứu lịch sử võ thuật Trung Hoa cũng không hề ghi nhận sự kiện trên trong các ấn phẩm võ thuật.
Trong các tài liệu của các đại võ sư Karate ở Nhật Bản luôn nhắc chuyện chùa Nam Thiếu Lâm bị quan quân nhà Thanh đốt phá và 5 vị cao đồ xuất sắc của Nam Thiếu Lâm sống sót và trốn chạy khỏi Phúc Kiến là: Chí Thiện thiền sư, Bạch Mi đạo nhân, Ngũ Mai lão ni sư thái, Phùng Đạo Đức, và Miêu Hiển. 5 người này sau này được xem là Ngũ tổ của các dòng phái võ thuật miền Nam Trung Hoa tục xưng là Nam quyền.

Ngũ Mai sư thái quan sát cuộc chiến thư hùng giữa cáo và hạc sau đó sáng tác ra Vịnh Xuân quyền, bức tranh này có tên là Xà Hạc Tương Tranh

Sau này Ngũ Mai lão ni sư thái thu nhận một nữ môn đồ tên là Nghiêm Vịnh Xuân là con gái của Nghiêm Nhị - cũng là một danh thủ quyền thuật xuất thân từ chùa Nam Thiếu Lâm, đó là nguồn gốc của Vịnh Xuân quyền tại Phật Sơn tỉnh Quảng Đông sau này.
Chí Thiện thiền sư cũng có một đồ đệ tên Hồng Hy Quan trốn chạy khỏi Nam Thiếu Lâm Phúc Kiến, là người sau này đã truyền bá võ thuật Nam Thiếu Lâm tại quê hương của ông cũng là Phật Sơn tỉnh Quảng Đông, và để tránh sự truy nã của nhà Thanh nên xưng danh Hồng Gia quyền.
Ngoài Hồng Hy Quan, các môn đồ Nam Thiếu Lâm cũng lưu lạc rải rác khắp miền Nam Trung Hoa hình thành nên nhiều võ phái miền nam sau này, nổi lên hàng đầu là 5 nhà gọi là Ngũ Đại Danh Gia Quyền Thuật Nam Thiếu Lâm Phúc Kiến gồm Hồng, Lưu, Lý, Mạc, Thái.
Miêu Hiển có một người con gái tên Miêu Thúy Hoa, là mẹ của Phương Thế Ngọc sau này cũng nổi danh trong Hồng Gia quyền của Hồng Hy Quan.
Riêng Phùng Đạo Đức sau này cũng đứng riêng tạo lập ra một phái Nam quyền cũng rất nổi tiếng ở miền Nam Trung Hoa là Bạch Hổ phái phát triển rất mạnh ở Quảng Đông và Quảng Tây (Trung Quốc) gọi là Bạch Hổ phái Lưỡng Quảng.
Có hai nguồn tài liệu của các võ sư Karate Nhật Bản đề cập đến chùa Nam Thiếu Lâm Phúc Kiến: 
1. Tài liệu của các võ sư Karate ở Okinawa nói rằng chùa Nam Thiếu Lâm được xây vào đầu thời nhà Nam Tống do chùa Thiếu Lâm Tung Sơn ở Hà Nam bị quan quân của triều nhà Nguyên (Mông Cổ) phóng hỏa đốt. Sau đó, vua quan triều nhà Nam Tống do dời đô về Nam Kinh nên muốn xây lại chùa Thiếu Lâm ở Phúc Kiến y hệt chùa Thiếu Lâm ở Hà Nam. Trên thực tế chùa Thiếu Lâm Tung Sơn Hà Nam chỉ có bị phóng hỏa một lần duy nhất bởi quân đội của thuộc hạ của Tưởng Giới Thạch dưới thời Trung Hoa Dân Quốc mà thôi [3].
2. Tài liệu của các võ sư Karate ở Nhật Bản thì cho rằng chùa Thiếu Lâm Tung Sơn ở Hà Nam bị quân đội nhà Thanh đốt khi tiến vào Trung nguyên nên sau này Chí Thiện Thiền Sư phải xây chùa Thiếu Lâm thứ hai tại tỉnh Phúc Kiến.

Cả hai thuyết trên của các võ sư Karate đều không chính xác và không có cơ sở lịch sử. Trên thực tế chỉ có chùa Nam Thiếu Lâm ở Phúc Kiến là bị nhà Thanh tấn công nhiều lần rồi phóng hỏa thiêu hủy.
Đến năm 1992, dưới sự chỉ đạo của giới lãnh đạo chính quyền thành phố Phúc Kiến và đông đảo các thành phần báo giới cùng quần chúng tham gia, chùa Nam Thiếu Lâm ở Phúc Kiến đã được xây dựng lại theo nguyên bản cách đây hơn 400 năm rất đẹp để làm di tích lịch sử văn hóa thu hút du khách nước ngoài. 
Hiện nay ở Trung Quốc chỉ còn hai ngôi chùa Thiếu Lâm, một chùa Thiếu Lâm nguyên thủy ở Tung Sơn Hà Nam, tuy bị đốt vào năm 1928 (tức năm Trung Hoa Dân Quốc thứ 17) bởi thuộc hạ của Tưởng Giới Thạch tên là Thạch Hữu Tam truy sát viên tướng tạo phản Phàn Chung Tú đang lẩn trốn trong Tung Sơn Thiếu Lâm Tự, nhưng vẫn còn to lớn uy nghi cho đến nay, và chùa Nam Thiếu Lâm ở thành phố Phủ Điền (hay Bồ Điền) giữa thành phố Phúc Châu và thành phố Toàn Châu thuộc tỉnh Phúc Kiến vừa được xây dựng và trùng tu lại sau năm 1992 đến tháng 9 năm 2001 mới hoàn thành.

### Nguồn gốc Bạch Mi phái

Hổ Báo hình quyền Bạch Mi phái, logo của dòng Bạch Mi phái New York - địa chỉ võ đường: New York City (N.Y.C), Squid Studios 127 Fulton Street 7th flr.New York 10038 N.Y., website: http://www.pakmeikungfu.com/about.htm

## Ảnh

Trương Lễ Tuyền (1880 - 1964) - học trò của Đại Sư Trúc Pháp Vân, truyền nhân đời thứ tư của Bạch Mi phái, người đã làm cho giới võ thuật ở miền nam Trung Hoa tận mục sở thị (xem tận mắt) sự ảo diệu của Bạch Mi quyền